# Enquête sociale
Une enquête sociale est, en droit civil français une mesure diligentée à la demande d'un juge pour faire état d'une situation. L'enquête sociale est principalement utilisée dans les cas de divorce ou de placement d'enfants.

## Application
L'article 1072 du code de procédure civile détaille l'enquête sociale qui peut être ordonnée par un juge.
L'article 373-2-12 du code civil traite de l'application d'une enquête sociale dans le cadre d'un divorce.
L'enquête doit être confiée à une « personne qualifiée », sans forcément se limiter à des experts agréés devant le tribunal.
Le conclusions de l'enquête peuvent faire l'objet d'une contestation de l'un des parents. Une contre-enquête doit alors être ordonnée.
L'enquête sociale ne peut pas servir de preuve relative aux causes du divorce.

## Les enquêteurs sociaux
Les enquêteurs sociaux sont considérés comme des experts. Leur liste des enquêteurs est disponible au greffe du Tribunal de Grande Instance, ou auprès de la Cour d'appel.
Plusieurs conditions réglementent cet exercice. Elles sont régies par le décret n°2009-285 du 12 mars 2009 relatif aux enquêteurs sociaux et à la tarification des enquêtes sociales en matière civile.

## Description de l'enquête
L'arrêté du 13 janvier 2011 définit, dans ses annexes, le référentiel des diligences à accomplir en matière d'enquête sociale ordonnée par le juge aux affaires familiales et pris en application de l'article 12 du décret n°2009-285 du 12 mars 2009 relatif aux enquêteurs sociaux et à la tarification des enquêtes sociales en matière civile.
Le rapport doit entre autres détailler les entretiens effectués à deux reprises avec chaque parent, les différents éléments recueillis.